# Stade du Dragon
Le stade du Dragon (en portugais : Estádio do Dragão) est un stade de football situé à Porto au Portugal.
Érigé en 2003 en vue de l'Euro 2004 au Portugal, il est le domicile du FC Porto et remplace le Estádio das Antas devenu vétuste. D'une capacité de 50 033 places, il est le troisième plus grand stade du pays après le Estádio José Alvalade XXI et le Estádio da Luz. Le stade accueille de temps à autre la sélection nationale portugaise.

## Histoire
Inauguré le 16 novembre 2003, le stade du Dragon est le nouveau stade du FC Porto et vient remplacer l'ancien Estádio das Antas situé plus haut dans le quartier das Antas de Porto. Ce stade répond aux critères de la catégorie 4 UEFA (qui remplace en 2006 la catégorie « 5 étoiles ») qui dispose de 50 033 places assises. Sa construction fut des plus délicates sur le plan technique mais aussi politique dû à de multiples interventions de la municipalité de Porto dans sa construction... ce qui repoussa à plusieurs reprises son achèvement, et mis à jour à un climat détestable entre le maire de Porto, Rui Rio, et le président du FC Porto, Jorge Nuno Pinto da Costa.
Le Dragão est une réalisation de l'architecte portugais Manuel Salgado. Il est le premier stade européen à avoir obtenu le certificat européen "greenlight" au travers de l'ADENE (agence européenne pour l'énergie); certificat rémunérant l'effort dans la réalisation de ce stade pour une utilisation rationnelle de l'énergie dans son éclairage. Le terrain est éclairé de 220 projecteurs de 2 000 W (1 600 lux en tout).
Le stade est qualifié de niveau A pour la réception de n'importe quel évènement sportif international.
Le Estádio do Dragão a accueilli des rencontres de l'Euro 2004 en étant, entre autres, le théâtre du match d'ouverture du tournoi opposant le Portugal et la Grèce, la phase finale de la Ligue des Nations 2018-2019 et la finale de la Ligue des Champions 2020-2021.

### Inauguration
Le stade est inauguré le 16 novembre 2003 lors d'un match amical gagné 2 à 0 par le FC Porto face au FC Barcelone. Le premier but a été inscrit à la 55e par l'attaquant brésilien Derlei. Hugo Almeida inscrira le deuxième but à la 68e. Cette rencontre restera marquée par l'entrée en jeu de Lionel Messi qui fait, ce jour-là, sa toute première apparition avec l'équipe première du Barça.

### Le musée FC Porto
Le 28 septembre 2013, à l'occasion de la célébration des 120 ans du FC Porto, un musée retraçant l'histoire et les conquêtes du club omnisports est inauguré. Situé sous la tribune est du stade, le musée s'étend sur 7 000 mètres carrés, lesquels sont scindés en 27 espaces thématiques.

## Événements footballistiques

### Tournois et rencontres internationales

#### L'Euro 2004 au Portugal
C'est au stade du Dragon que le coup d'envoi de l'Euro 2004 au Portugal est donné. La Seleção s'incline 2-1 face à la Grèce avec des buts de Angelos Basinas et Giorgos Karagounis côté grec et un but de Cristiano Ronaldo en toute fin de match pour les portugais. Le stade accueillera 4 autres matchs de la compétition : les matchs de groupe Italie - Suède et Allemagne - Pays-Bas, le quart de finale République tchèque - Danemark et la demi-finale Grèce - République tchèque.
| Date             | Équipe 1  | Résultat     | Équipe 2 | Tour                   | Affluence |
| ---------------- | --------- | ------------ | -------- | ---------------------- | --------- |
| 12 juin 2004     | Portugal  | 1 - 2        | Grèce    | Premier tour, Groupe A | 48 761    |
| 15 juin 2004     | Allemagne | 1 - 1        | Pays-Bas | Premier tour, Groupe D | 48 197    |
| 18 juin 2004     | Italie    | 1 - 1        | Suède    | Premier tour, Groupe C | 44 926    |
| 27 juin 2004     | Tchéquie  | 3 - 0        | Danemark | Quart de finale        | 41 092    |
| 1er juillet 2004 | Grèce     | 1 - 0 (a.p.) | Tchéquie | Demi-finale            | 42 449    |

#### La phase finale de la Ligue des Nations 2018-2019
À la suite d'un tirage au sort au siège de l'UEFA, il est déterminé que la phase finale de la toute première Ligue des Nations aura lieu dans le pays vainqueur du groupe 3 (Portugal, Italie ou Pologne). C'est le Portugal qui sort vainqueur du groupe et qui accueille, en juin 2019, les autres vainqueurs de groupe à savoir : l'Angleterre, la Suisse et les Pays-Bas. Un nouveau tirage au sort détermine les affiches des demi-finales. L'Angleterre affronte les Pays-Bas au Stade D. Afonso Henriques à Guimarães et le Portugal affronte la Suisse au Dragão. La finale est également attribuée au stade de Porto qui verra le Portugal soulever le trophée après sa victoire 1-0 face aux Pays-Bas.
| Date        | Équipe 1 | Résultat | Équipe 2 | Tour        | Affluence |
| ----------- | -------- | -------- | -------- | ----------- | --------- |
| 5 juin 2019 | Portugal | 3 - 1    | Suisse   | Demi-finale | 42 415    |
| 9 juin 2019 | Portugal | 1 - 0    | Pays-Bas | Finale      | 43 199    |

#### Les matchs de la sélection portugaise masculine
La Seleção Nacional a disputé quinze rencontres au Dragão.
- 12 juin 2004,  Portugal 1-2 Grèce  (UEFA Euro 2004)
- 12 octobre 2005,  Portugal 3-0 Lettonie  (Éliminatoires Coupe du Monde 2006)
- 21 novembre 2007,  Portugal 0-0 Finlande  (Éliminatoires Euro 2008)
- 28 mars 2009,  Portugal 0-0 Suède  (Éliminatoires Coupe du Monde 2010)
- 8 octobre 2010,  Portugal 3-1 Danemark  (Éliminatoires Euro 2012)
- 7 octobre 2011,  Portugal 5-3 Islande  (Éliminatoires Euro 2012)
- 16 octobre 2012,  Portugal 1-1 Irlande du Nord  (Éliminatoires Coupe du Monde 2014)
- 29 mai 2016,  Portugal 3-0 Norvège  (Match amical)
- 5 juin 2019,  Portugal 3-1 Suisse  (Ligue des Nations 2018-2019)
- 9 juin 2019,  Portugal 1-0 Pays-Bas  (Ligue des Nations 2018-2019)
- 5 septembre 2020,  Portugal 4-1 Croatie  (Ligue des Nations 2020-2021)
- 24 mars 2022,  Portugal 3-1 Turquie  (Barrages de la Coupe du Monde 2022)
- 29 mars 2022,  Portugal 2-0 Macédoine du Nord  (Barrages de la Coupe du Monde 2022)
- 13 octobre 2023,  Portugal 3-2 Slovaquie  (Éliminatoires Euro 2024)
- 15 novembre 2024,  Portugal 5-1 Pologne  (Ligue des Nations 2024-2025)

#### Les matchs de la sélection portugaise féminine
La Seleção Nacional a disputé une rencontre au Estádio do Dragão.
- 29 novembre 2024,  Portugal 1-1 Tchéquie  (Barrages de l'Euro 2025)

#### Les matchs amicaux internationaux
Le Dragão a accueilli une rencontre amicale internationale.
- 23 mars 2019,  Brésil 1-1 Panama  (39 410 spectateurs).

### Ligue des champions
| Date        | Club            | Score | Club       | Tour   | Affluence |
| ----------- | --------------- | ----- | ---------- | ------ | --------- |
| 29 mai 2021 | Manchester City | 0 - 1 | Chelsea FC | Finale | 14 110    |

Le Dragão reçoit la finale de la Ligue des champions 2020-2021. Initialement attribuée au stade Atatürk d'Istanbul, en Turquie. La finale est finalement relocalisée à moins de trois semaines de la date fatidique, au Estádio do Dragão. La situation sanitaire liée à la Pandémie de Covid-19 en Turquie ne permettant pas le maintien la rencontre dans la capitale turque. L'UEFA avait envisagé de déplacer la finale en Angleterre, notamment dans le stade de Wembley à Londres. Cependant, il n'a pas été possible d'obtenir les dérogations nécessaires concernant la quarantaine imposée pour entrer sur le sol britannique.
En août 2013, le FC Porto met son stade à disposition du FC Paços de Ferreira afin de permettre la tenue de la rencontre aller des barrages de la Ligue des champions 2013-2014 opposant le club portugais et le Zénith Saint-Pétersbourg (score final : 1-4). Le stade de Paços de Ferreira n'offrant pas les conditions nécessaires pour disputer des rencontres européennes selon l'UEFA.

### Supercoupe d'Europe
Le stade devait accueillir, le 12 août 2020, la finale de la Supercoupe d'Europe 2020 entre le Bayern Munich et le Séville FC. En raison de la Pandémie de Covid-19, la rencontre a été déplacée à la Puskás Arena de Budapest en Hongrie.

### Les matchs de pré-saison du FC Porto
Le FC Porto invite chaque année un club étranger à disputer une rencontre amicale au Stade du Dragon dans le cadre des matchs de préparations d'avant début de saison. Cette rencontre lance le début de la nouvelle saison et est précédée de festivités pour les supporters (minis concerts, présentation des joueurs...).
| N° | Date            | Score | Adversaire            |
| -- | --------------- | ----- | --------------------- |
| 1  | 11 août 2004    | 1 - 1 | Panathinaïkós         |
| 2  | 13 août 2005    | 3 - 0 | Espanyol de Barcelone |
| 3  | 30 juillet 2006 | 1 - 0 | AS Rome               |
| 4  | 21 juillet 2007 | 2 - 1 | AS Monaco             |
| 5  | 10 août 2008    | 2 - 1 | SS Lazio              |
| 6  | 18 juillet 2009 | 3 - 0 | AS Monaco             |
| 7  | 25 juillet 2010 | 2 - 1 | UC Sampdoria          |
| 8  | 24 juillet 2011 | 3 - 0 | CA Peñarol            |
| 9  | 4 août 2012     | 0 - 0 | Olympique lyonnais    |
| 10 | 28 juillet 2013 | 1 - 0 | Celta de Vigo         |
| 11 | 27 juillet 2014 | 0 - 0 | AS Saint-Étienne      |
| 12 | 8 août 2015     | 0 - 0 | SSC Naples            |
| 13 | 6 août 2016     | 1 - 0 | Villarreal CF         |
| 14 | 30 juillet 2017 | 4 - 0 | Deportivo La Corogne  |
| 15 | 28 juillet 2018 | 0 - 0 | Newcastle United      |
| 16 | 27 juillet 2019 | 0 - 1 | AS Monaco             |
| -  | 2020            | -     | Non réalisé           |
| 17 | 31 juillet 2021 | 5 - 3 | Olympique lyonnais    |
| 18 | 23 juillet 2022 | 2 - 1 | AS Monaco             |
| 19 | 29 juillet 2023 | 1 - 1 | Rayo Vallecano        |
| 20 | 28 juillet 2024 | 4 - 0 | Al-Nassr FC           |
| 21 | 3 août 2025     | 1 - 0 | Atlético de Madrid    |

## Galerie

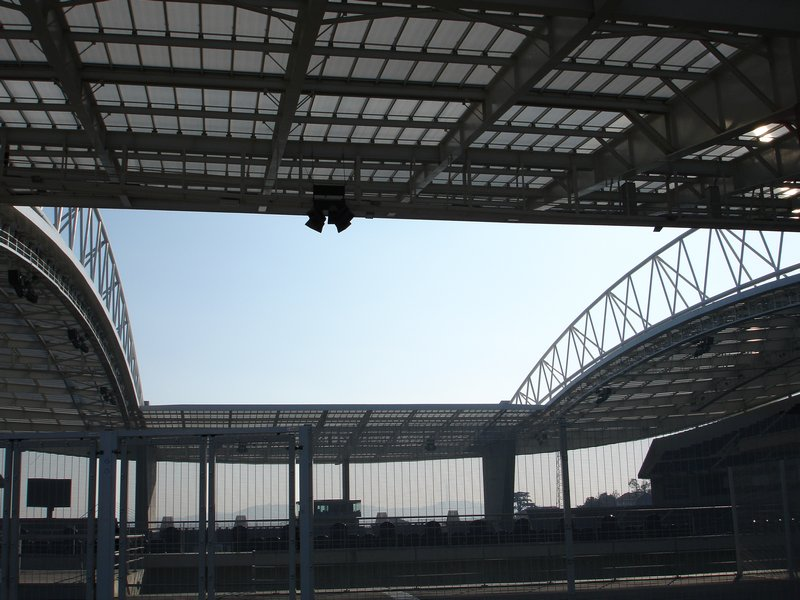
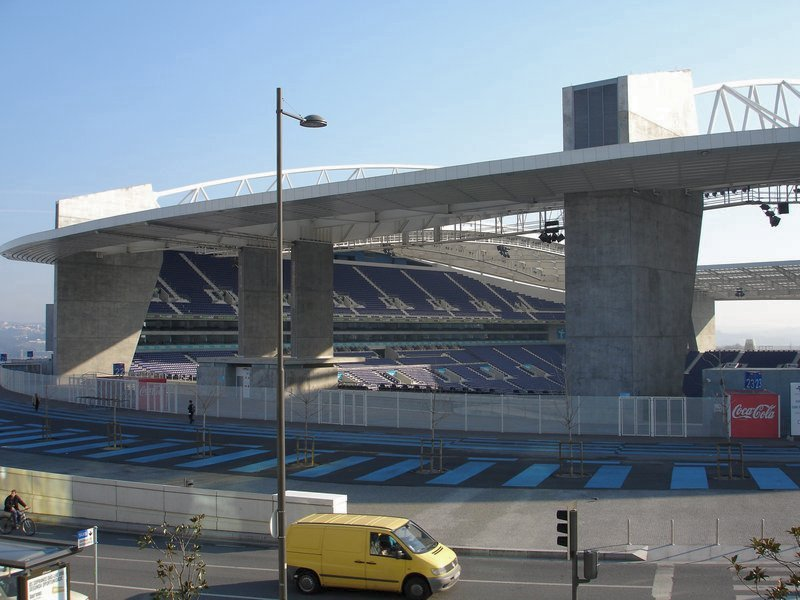
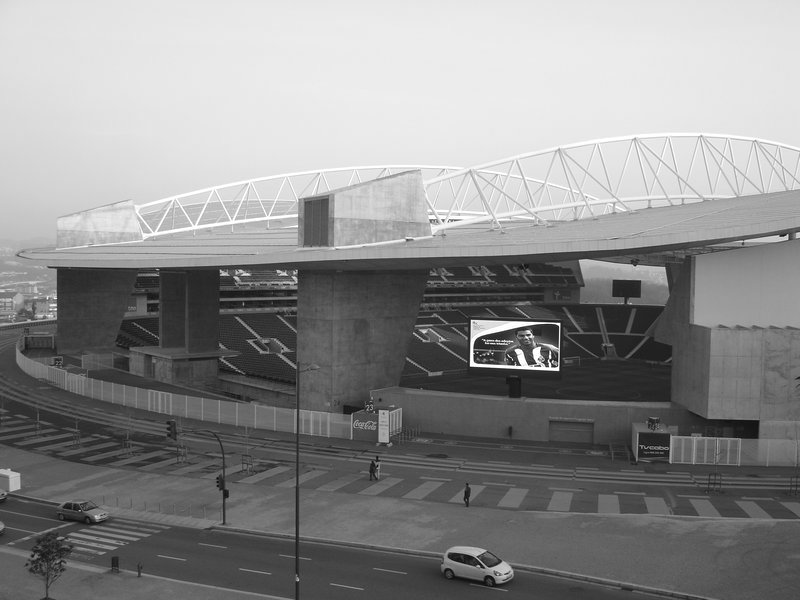
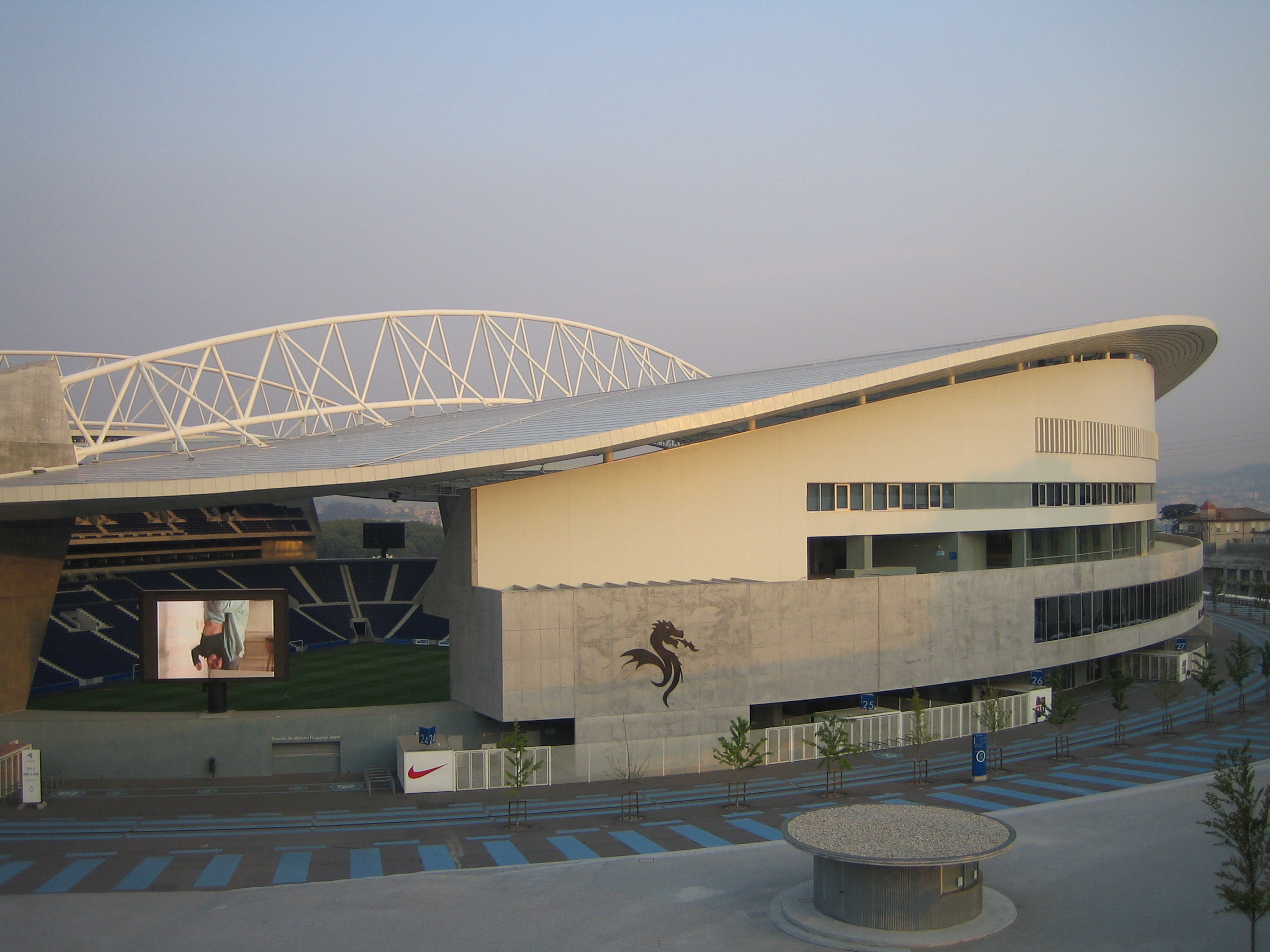

## Concerts
- 12 août 2006, 
Rolling Stones – A Bigger Bang 
 47 801 personnes
- 18 mai 2012, 
Coldplay – Mylo Xyloto Tour 
 52 457 personnes
- 10 juin 2013,
 Muse – The 2nd Law World Tour 
 45 000 personnes
- 13 juillet 2014,
 One Direction – Where We Are Tour
 45 001 personnes